# LG G Watch

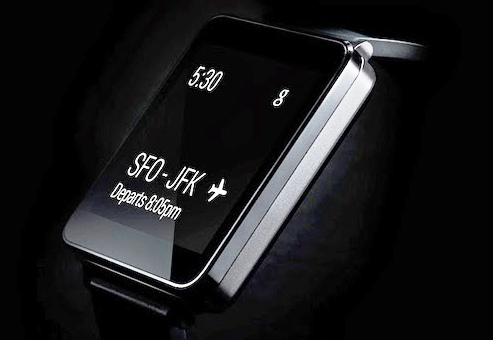
Дисплей LG G Watch

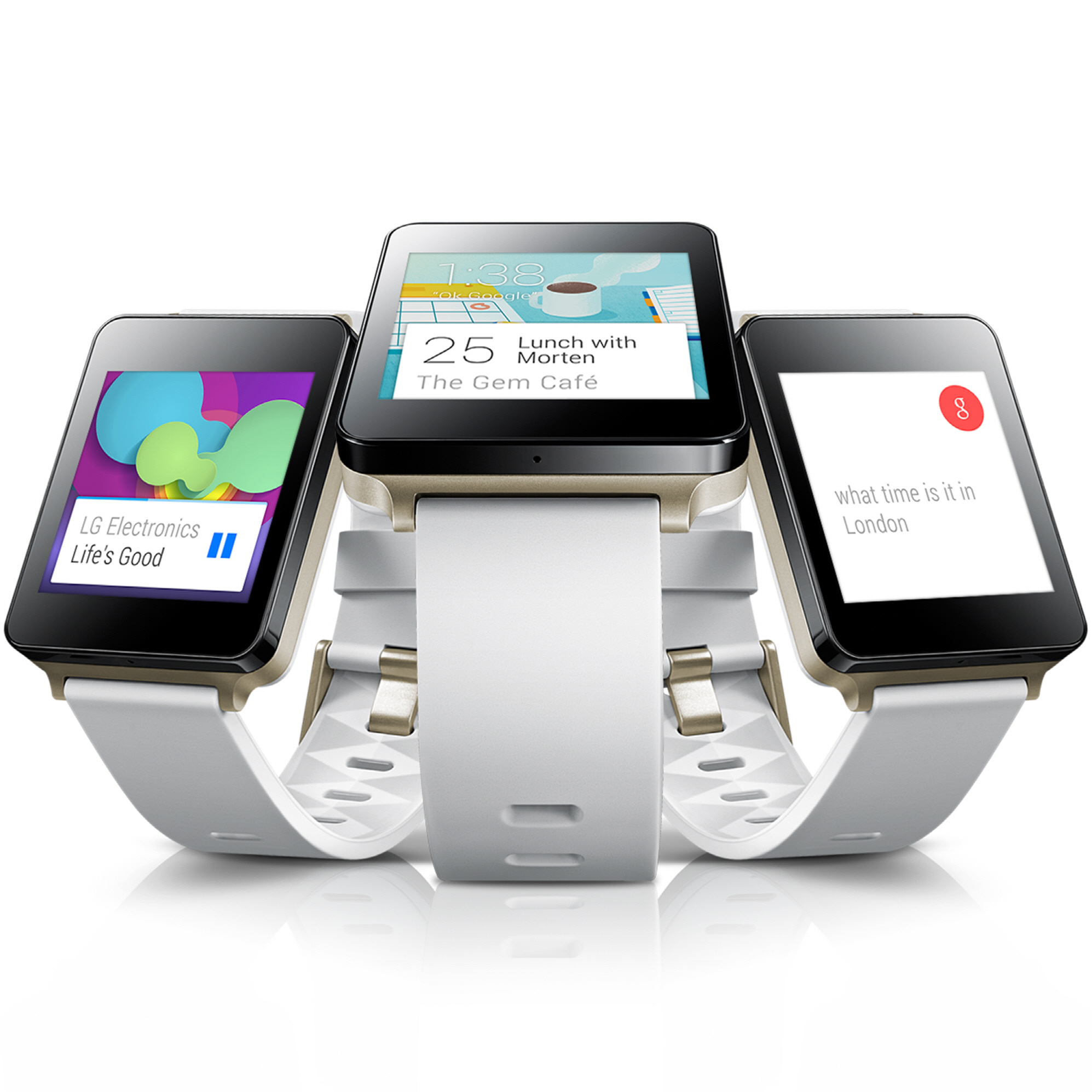
Сменные ремешки LG G Watch R

LG G Watch — умные часы от компании LG. Устройство анонсировано 25 июня 2014 года. Продажи начались в начале июля 2014 года по цене в 7990 рублей.

## Технические данные
LG G Watch защищены от воды и пыли по стандарту IP67. На часах установлен съемный силиконовый ремешок, который можно заменить на любой другой стандарта 22 мм. У часов отсутствуют любые пользовательские кнопки, в том числе кнопка включения. Система оповещений основана на ОС Android Wear, которая состоит из карточек — напоминаний Google Now, а также голосового ассистента, который может принимать и обрабатывать пользовательские запросы.